# Le’an

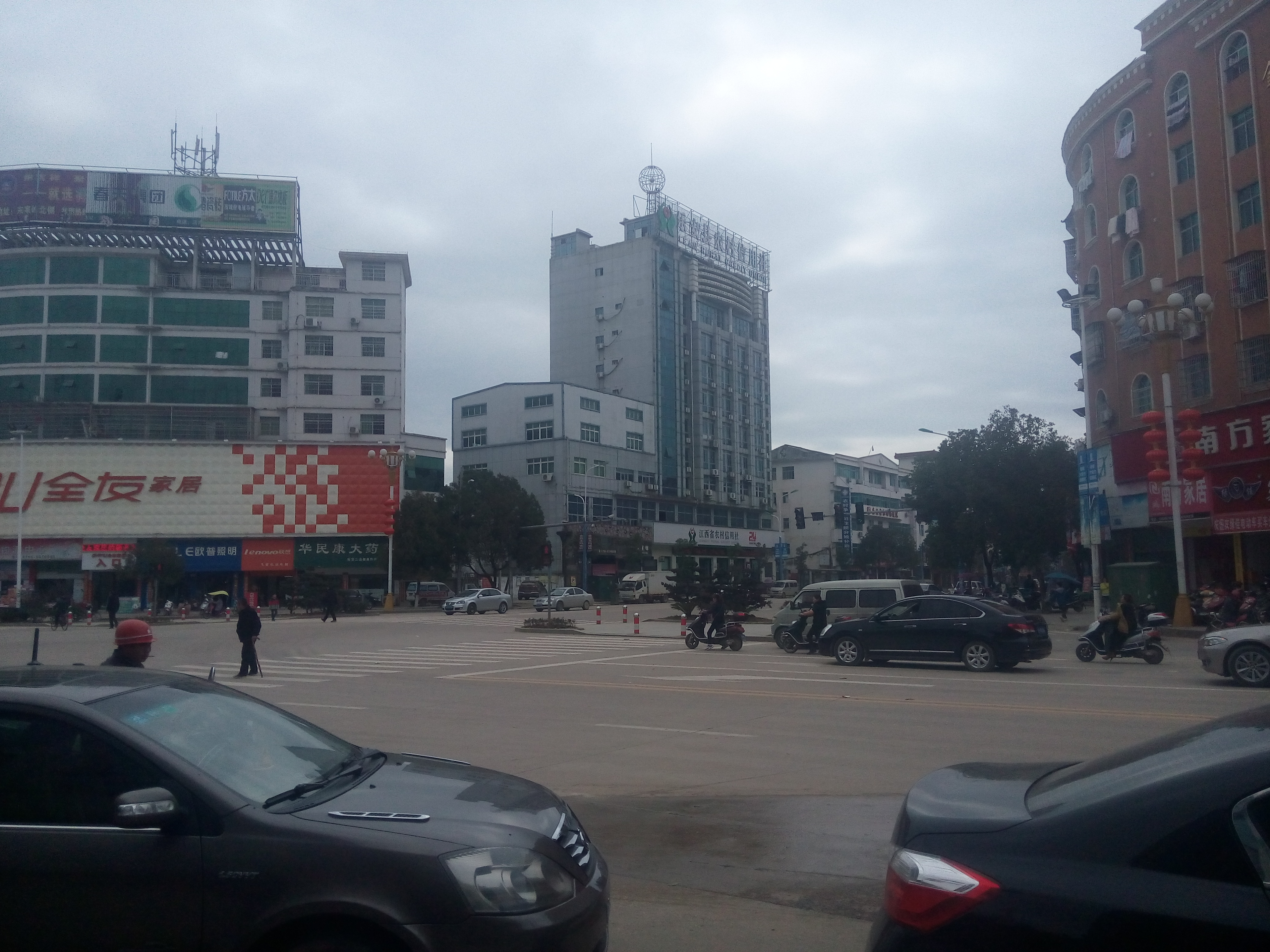
Kreuzung von S222 und S318 Leaside County Rural Credit Union auf S318

Der Kreis Le’an (chinesisch 乐安县, Pinyin Lè’ān Xiàn) ist ein Kreis, der zum Verwaltungsgebiet der bezirksfreien Stadt Fuzhou in der chinesischen Provinz Jiangxi gehört. Die Fläche beträgt 2.413 Quadratkilometer und die Einwohnerzahl 345.766 (Stand: Zensus 2010).
Die traditionelle Architektur des Dorfes Liukeng (Liukeng cun gu jianzhuqun 流坑村古建筑群) steht seit 2001 auf der Liste der Denkmäler der Volksrepublik China (5-334).